# Kalmar–Torsås Järnväg
Kalmar–Torsås Järnväg (KTJ eller KTsJ) var en 891 millimeter smalspårig järnväg som gick mellan Kalmar och Torsås.

## Historik

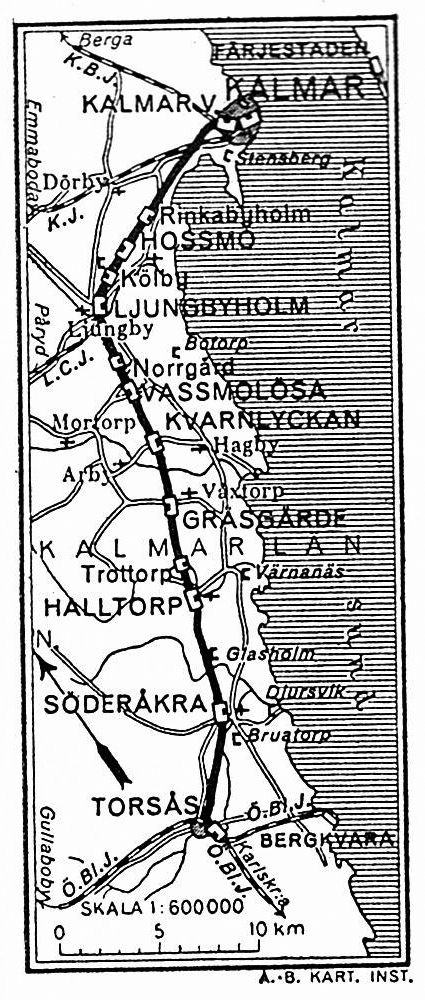
KTsJ. Karta 1926.

Järnvägen anslöt till Kalmar–Berga Järnvägs station Kalmar Västra station och fortsatte på ett gemensamt spår parallellt med normalspåriga Kalmar järnväg till Kalmar centralstation. I Ljungbyholm anslöt den  1908 till den smalspåriga Ljungbyholm–Karlslunda Järnväg. Diskussioner om en järnväg mellan Kalmar och Karlskrona påbörjades på 1880-talet, men intressenterna kunde inte enas om ett gemensamt förslag. Från Karlskrona byggdes järnvägen Östra Blekinge Järnväg med samma spårvidd 1 067 millimeter som Mellersta Blekinge Järnväg, medan den från Kalmar byggdes med samma spårvidd som Kalmar–Berga Järnväg. De två bolagen byggde en gemensam station i Torsås med omlastning av gods och byte av tåg för passagerarna.  
Aktier tecknades i bolaget av Kalmar stad för 100 000 kronor, åtta landskommuner i Södra Möre härad 174 800 kronor samt privatpersoner 67 400 kronor. Kalmar läns södra landsting ställde en lånegaranti på 500 000 kronor. Detta räckte inte till byggandet av banan utan ytterligare ett lån på 110 000 kronor tecknades med Kalmar stad och landskommuner som borgenärer. Koncessionen beviljades den 4 juni 1897 och bygget av banan började i december 1897. Den öppnades för allmän trafiken den 8 augusti 1899. Kostnaden för järnvägen var 1902 844 000 kronor.
Efter första världskriget kostnadsberäknades en ombyggnad till normalspår av järnvägen till 2,6 miljoner kronor. En breddning mellan Kalmar och Kristianstad diskuterades på 1940-talet men det blev bara delen mellan Karlskrona och Kristianstad, Blekinge kustbana, som breddades. 
Kalmar–Torsås Järnväg köpte 1929 Ljungbyholm–Karlslunda Järnväg, vilken fortsatte att drivas som ett eget bolag. 
Aktierna såldes till ett statligt bolag den 1 juli 1940, och Statens Järnvägar (SJ) tog över driften. Järnvägen övertogs av staten den 1 juli 1941 samtidigt som det blev en del av SJ. 

### Fordon
Ett tanklok köptes från 1898 Kristinehamns Mekaniska Werkstad, från Kockums mekaniska verkstad köptes fem personvagnar och från Göteborgs mekaniska verkstad sex täckta och 31 öppna godsvagnar. Detta var inte tillräckligt, utan för att upprätthålla trafiken tecknades ett avtal med Kalmar läns östra järnvägsaktiebolag om att Kalmar–Berga Järnväg skulle komplimentera trafik med egna fordon. Bolaget fick 1901 möjligheten att teckna ett lån på 135 000 kronor som användes till att köpa två tenderlok från Vagn- & Maskinfabriksaktiebolaget i Falun samt 15 godsvagnar varefter trafiken av Kalmar–Berga Järnväg upphörde. Antalet godsvagnar ökade till totalt 103 stycken 1910. Ytterligare ett tenderlok köptes från Vagn- och Maskinfabriken i Falun 1911 och 1919 ett tanklok från Kalmar Verkstad. Ett tenderlok såldes 1914 till Eksjö-Österbymo Järnväg. Det totala antalet vagnar var 1925 15 personvagnar och 157 godsvagnar.
En motorvagn köptes från Kalmar Verkstad 1935. Rälsbussar infördes av SJ 1953-1954 och  slutet på 1950-talet ersattes ångloken med dieselloket Tp.

### Trafik
Tidtabellen med byte i Torsås mellan Kalmar–Torsås Järnväg och Östra Blekinge Järnväg var koordinerad. Från grustaget i Vassmolösa transporterades stora mängder grus till Kalmar.

### Nedläggning
Godstrafiken minskade från sex till tre dagar i veckan under slutet på 1950-talet och all trafik lades ner den 30 maj 1965. Samma dag upphörde den sista trafiken på Östra Blekinge Järnväg. Spåren revs under 1965 och 1966.

## Nutid
Mellan Kalmar och Ljungbyholm är banvallen en del av Kalmarsundsleden. Söder om Ljungbyholm till Torsås är det mesta återställt till åker.

## Källhänvisningar